# Mikael Örn
Mikael Örn, född den 29 november 1961 i Göteborg, är en svensk före detta simmare i frisim och medley. 

## Karriär
Intresset för simning väcktes när familjen flyttade från Göteborg till Skåne där han representerad Ystad Simsällskap. Han bytte senare klubb till KSLS: Han erhöll hösten 1980 ett stipendium vid Arizona State University i Phoenix och tränade under Ron Johnson, en av USA:s främsta tränare. Han blev amerikansk universitetsmästare 1983 på 200 yards frisim. Slog igenom med SM-guld på 200 m medley 1980 då han representerade Ystad SS.. Han ingick i Sveriges lag som blev EM-fyra på 4x200 m frisim 1983. Tre SM-titlar på SM varav en utomhus lång bana 1980 och sedan två inomhus kort bana 1983 och 1985.

## OS deltagande i Los Angeles 1984
Simmade vid de olympiska spelen i Los Angeles 1984  tredjesträckan i 1984 års bronslag på 4 x 100m frisim. I laget ingick Bengt Baron, Thomas Lejdström och Per Johansson förutom Mikael Örn. Hans bästa individuella resultat i olympiaden 1984 var en 16:e plats på 200 meter medley.

## Klubbar
- Ystads SS – 1980
- KSLS – 1985